# Jeździectwo na Letnich Igrzyskach Olimpijskich 1912
Wyniki zawodów jeżdzieckich rozegranych podczas V Letnich Igrzysk Olimpijskich w Sztokholmie.

## Medaliści
W nawiasach podane zostały imiona koni, na który startowali jeźdźcy.
| Konkurencja:                         | Złoto: | Wynik        | Srebro: | Wynik        | Brąz: | Wynik      |
| Ujeżdżenie indywidualnie (szczegóły) | Carl Bonde (Emperor)                                                                                                   | 15 pkt       | Gustaf Adolf Boltenstern (Neptun) | 21 pkt       | Hans von Blixen-Finecke (Maggie) | 32 pkt     |
| Skoki indywidualnie (szczegóły)      | Jacques Cariou (Mignon)                                                                                                | 186 + 55 pkt | Rabod von Kröcher (Dohna) | 186 + 53 pkt | Emmanuel de Blommaert (Clomore) | 185 pkt    |
| Skoki drużynowo (szczegóły)          | Szwecja Gustaf Lewenhaupt (Medusa) Gustaf Kilman (Gåtan) Hans von Rosen (Lord Iron) Fredrik Rosencrantz (Drabant)      | 545 pkt      | Francja Pierre Dufour d'Astafort (Amazone) Jacques Cariou (Mignon) Bernard Meyer (Allons-y) Albert Seigner (Cocotte)                       | 538 pkt      | Ces. Niemieckie Sigismund Freyer (Ultimus) Wilhelm von Hohenau (Pretty Girl) Ernst Deloch (Hubertus) Fryderyk Hohenzollern (Gibson Boy) | 530 pkt    |
| WKKW indywidualnie (szczegóły)       | Axel Nordlander (Lady Artist)                                                                                          | 46,59 pkt    | Friedrich von Rochow (Idealist) | 46,42 pkt    | Jacques Cariou (Cocotte) | 46,32 pkt  |
| WKKW drużynowo (szczegóły)           | Szwecja Axel Nordlander (Lady Artist) Nils Adlercreutz (Atout) Ernst Casparsson (Irmelin) Henric Horn af Åminne (Omen) | 139,06 pkt   | Ces. Niemieckie Friedrich von Rochow (Idealist) Richard von Schaesberg (Grundsee) Eduard von Lütcken (Blue Boy) Carl von Moers (May-Queen) | 138,48 pkt   | Stany Zjednoczone Benjamin Lear (Poppy) John Montgomery (Deceive) Guy Henry (Chiswell) Ephraim Graham (Connie)                          | 137,33 pkt |

## Tabela medalowa
| Miejsce | Państwo              | Złoto | Srebro | Brąz | Razem |
| ------- | -------------------- | ----- | ------ | ---- | ----- |
| 1.      | Szwecja              | 4     | 1      | 1    | 6     |
| 2.      | Francja              | 1     | 1      | 1    | 3     |
| 3.      | Cesarstwo Niemieckie | 0     | 3      | 1    | 4     |
| 4.      | Belgia               | 0     | 0      | 1    | 1     |
| 4.      | Stany Zjednoczone    | 0     | 0      | 1    | 1     |